# پولیکورو
پولیکورو (به ایتالیایی: Policoro) یک کومونه در ایتالیا است که در استان ماترا واقع شده‌است.

## خصوصیات
پولیکورو ۶۷ کیلومترمربع مساحت و ۱۵٬۵۴۹ نفر جمعیت دارد و ۲۵ متر بالاتر از سطح دریا واقع شده‌است.

## خواهرخوانده
شهر Bănești خواهرخواندهٔ پولیکورو هست.